# Пробабин
Проба́бин —село в Україні, у Городенківській міській громаді Коломийського району Івано-Франківської області.
Відповідно до Розпорядження Кабінету Міністрів України від 12 червня 2020 року № 714-р «Про визначення адміністративних центрів та затвердження територій територіальних громад Івано-Франківської області» увійшло до складу Городенківської міської громади.

## Історія
31 липня 1952 р. Городенківський райвиконком під приводом попереднього злиття колгоспів у колгосп «Більшовик» рішенням № 368 ліквідував Пробабинську і Передіванську сільради з приєднанням її до Городницької сільради.

## Населення

### Мова
Розподіл населення за рідною мовою за даними перепису 2001 року:
| Мова       | Кількість | Відсоток |
| ---------- | --------- | -------- |
| українська | 211       | 99.06%   |
| російська  | 2         | 0.94%    |
| Усього     | 213       | 100%     |

## Відомі люди
- Королюк Василь Юрійович